# Pacific Coast Championships 1974
Il Pacific Coast Championships 1974 è stato un torneo di tennis giocato sul sintetico indoor. È stata l'85ª edizione del Pacific Coast Championships, che fa parte del Commercial Union Assurance Grand Prix 1974. Si è giocato a San Francisco negli Stati Uniti, dal 23 al 29 settembre 1974.

## Campioni

### Singolare
Ross Case ha battuto in finale  Arthur Ashe con il punteggio di 6–3, 5–7, 6–4

### Doppio
Bob Lutz /  Stan Smith hanno battuto in finale  John Alexander /  Syd Ball con il punteggio di 7–5, 6–7(5–7), 6–4